# NUTS:HR
NUTS:HR, NUTS regije u Republici Hrvatskoj ili NKPJS - Nacionalna klasifikacija prostornih jedinica za statistiku Državnog zavoda za statistiku Republike Hrvatske se na teritorijalnu podjelu Republike Hrvatske za statističke potrebe, prema europskoj „Nomenklaturi prostornih jedinica za statistiku“ (NUTS – fr.: Nomenclature des unités territoriales statistiques).
Kao zemlja članica Europske unije, Republika Hrvatska (HR) je uključena u nomenklaturu prostornih jedinica za statistiku (NUTS).
Tri su NUTS razine:
- NUTS-1: Republika Hrvatska
- NUTS-2: 2 Statističke regije
- NUTS-3: 21 županija

NUTS kôdovi su kako slijedi:
HR0   Hrvatska
HR02     Panonska Hrvatska
HR021       Bjelovarsko-bilogorska županija
HR022       Virovitičko-podravska županija
HR023       Požeško-slavonska županija
HR024       Brodsko-posavska županija
HR025       Osječko-baranjska županija
HR026       Vukovarsko-srijemska županija
HR027       Karlovačka županija
HR028       Sisačko-moslavačka županija
HR03     Jadranska Hrvatska
HR031       Primorsko-goranska županija
HR032       Ličko-senjska županija
HR033       Zadarska županija
HR034       Šibensko-kninska županija
HR035       Splitsko-dalmatinska županija
HR036       Istarska županija
HR037       Dubrovačko-neretvanska županija
HR05     Grad Zagreb
HR050       Grad Zagreb
HR06     Sjeverna Hrvatska
HR061       Međimurska županija
HR062       Varaždinska županija
HR063       Koprivničko-križevačka županija
HR064       Krapinsko-zagorska županija
HR065       Zagrebačka županija
Postoje dvije niže NUTS razine, LAU razine (LAU-1: isto kao i NUTS-3; LAU-2: općine).

## Razdoblje 2012. – 2020.
NUTS kôdovi su 2012. – 2020. bili kako slijedi: 
NUTS kôdovi su 2012. – 2020. bili kako slijedi:
HR0   Hrvatska
HR04     Kontinentalna Hrvatska 
HR041       Grad Zagreb
HR042       Zagrebačka županija
HR043       Krapinsko-zagorska županija
HR044       Varaždinska županija
HR045       Koprivničko-križevačka županija
HR046       Međimurska županija
HR047       Bjelovarsko-bilogorska županija
HR048       Virovitičko-podravska županija
HR049       Požeško-slavonska županija
HR04A       Brodsko-posavska županija
HR04B       Osječko-baranjska županija
HR04C       Vukovarsko-srijemska županija
HR04D       Karlovačka županija
HR04E       Sisačko-moslavačka županija
HR03     Jadranska Hrvatska 
HR031       Primorsko-goranska županija
HR032       Ličko-senjska županija
HR033       Zadarska županija
HR034       Šibensko-kninska županija
HR035       Splitsko-dalmatinska županija
HR036       Istarska županija
HR037       Dubrovačko-neretvanska županija

## Razdoblje 2007. – 2012.
Od 2007. do rujna 2012. godine Hrvatska je bila podijeljena na 3 statističke regije NUTS-2 razine, a 2012. provedeno je spajanje regija Sjeverozapadna Hrvatska (HR01) i Središnja i Istočna (Panonska) Hrvatska (HR02) u regiju Kontinentalna Hrvatska (HR04) dok je regija Jadranska Hrvatska (HR03) ostala nepromijenjena. Prilikom promjene NKPJS nezadovoljstvo su iznijele političke stranke iz Slavonije, prvenstveno HDSSB, ali i demografski i ekonomski stručnjaci, ističući kako je nova podjela štetna za Slavoniju, u korist Zagreba, zapravo skrojena za potrebe lokalnih političara SDP-a i HNS-a; što je Vlada Kukuriku koalicija opovrgla.
Podjela do 2012. godine bila je sljedeća:
- NUTS-1: Republika Hrvatska
- NUTS-2: 3 Statističke regije
- NUTS-3: 21 županija

Tadašnji NUTS kôdovi bili su kako slijedi:
HR0   Hrvatska
HR01     Sjeverozapadna Hrvatska
HR011       Grad Zagreb
HR012       Zagrebačka županija
HR013       Krapinsko-zagorska županija
HR014       Varaždinska županija
HR015       Koprivničko-križevačka županija
HR016       Međimurska županija
HR02     Središnja i Panonska Hrvatska
HR021       Bjelovarsko-bilogorska županija
HR022       Virovitičko-podravska županija
HR023       Požeško-slavonska županija
HR024       Brodsko-posavska županija
HR025       Osječko-baranjska županija
HR026       Vukovarsko-srijemska županija
HR027       Karlovačka županija
HR028       Sisačko-moslavačka županija
HR03     Jadranska Hrvatska
HR031       Primorsko-goranska županija
HR032       Ličko-senjska županija
HR033       Zadarska županija
HR034       Šibensko-kninska županija
HR035       Splitsko-dalmatinska županija
HR036       Istarska županija
HR037       Dubrovačko-neretvanska županija